# ريكي بلانتون
ريكي بلانتون (بالإنجليزية: Ricky Blanton)‏ مواليد 21 أبريل 1966 في ميامي، هو مدرب كرة سلة أمريكي ولاعب معتزل. بدأ مسيرته الاحترافية في سنة 1991. تم اختياره من قبل فريق فينيكس صنز خلال الدرافت. حمل الرقم 17. يبلغ طوله 6 قدم 7 بوصة (2.0 م). اعتزل اللعب في 1995.

## المسيرة الاحترافية
لعب مع رير فينيزيا مستري في موسم 1991–1992، ثم لعب مع شيكاغو بولز في سنة 1993، ثم لعب مع كويلمس دي مار ديل بلاتا في الدوري الأرجنتيني في موسم 1994–1995.

## روابط خارجية
- ريكي بلانتون على موقع إن بي أي (الإنجليزية)
- ريكي بلانتون على موقع سبورتس رفرنس (الإنجليزية)
- ريكي بلانتون على موقع كلية كرة السلة في سبورتس رفرنس.كوم (الإنجليزية)
- ريكي بلانتون على موقع ريلجم (الإنجليزية)
- ريكي بلانتون على موقع بروبوليرز (الإنجليزية)
- ريكي بلانتون على موقع كلية كرة السلة في سبورتس رفرنس.كوم (الإنجليزية)